# Érico Delamare
Érico de Lamare São Paulo, conhecido como Érico Delamare (Rio de Janeiro, 28 de maio de 1890 — Rio de Janeiro, 13 de abril de 1965), foi um político brasileiro.
Comandou interinamente o Ministério dos Transportes, entre julho e agosto de 1938, no governo de Getúlio Vargas.